# Gwinea Równikowa na Letnich Igrzyskach Olimpijskich 2012
Gwineę Równikową na Letnich Igrzyskach Olimpijskich 2012, które odbyły się w Londynie, reprezentowało 2 zawodników.
Był to ósmy start reprezentacji Gwinei Równikowej na letnich igrzyskach olimpijskich.

## Reprezentanci

### Lekkoatletyka
Mężczyźni
| Benjamín Enzema | 800 m | 1:57.47 | 50. | — | — | NQ | NQ | NQ | NQ |

Kobiety
| Zawodniczka   | Konkurencja        | Eliminacje | Eliminacje | Ćwierćfinał | Ćwierćfinał | Półfinał | Półfinał | Finał | Finał   |
| Zawodniczka   | Konkurencja        | Wynik      | Miejsce    | Wynik       | Miejsce     | Wynik    | Miejsce  | Wynik | Miejsce |
| ------------- | ------------------ | ---------- | ---------- | ----------- | ----------- | -------- | -------- | ----- | ------- |
| Bibiana Olama | 100 m przez płotki | 16.18      | 46.        | —           | —           | NQ       | NQ       | NQ    | NQ      |